# Califa del Toreo
Califa del Toreo es un título honorífico que se les ha concedido históricamente a los grandes matadores de la provincia de Córdoba (España). El calificativo de "califa", en recuerdo a los poderosos monarcas medievales del Califato de Córdoba, comenzó siendo un apodo en el siglo XIX, pasando a convertirse en un título extraoficial de carácter popular en el siglo XX, e institucionalizándose con carácter oficial en el siglo XXI. 

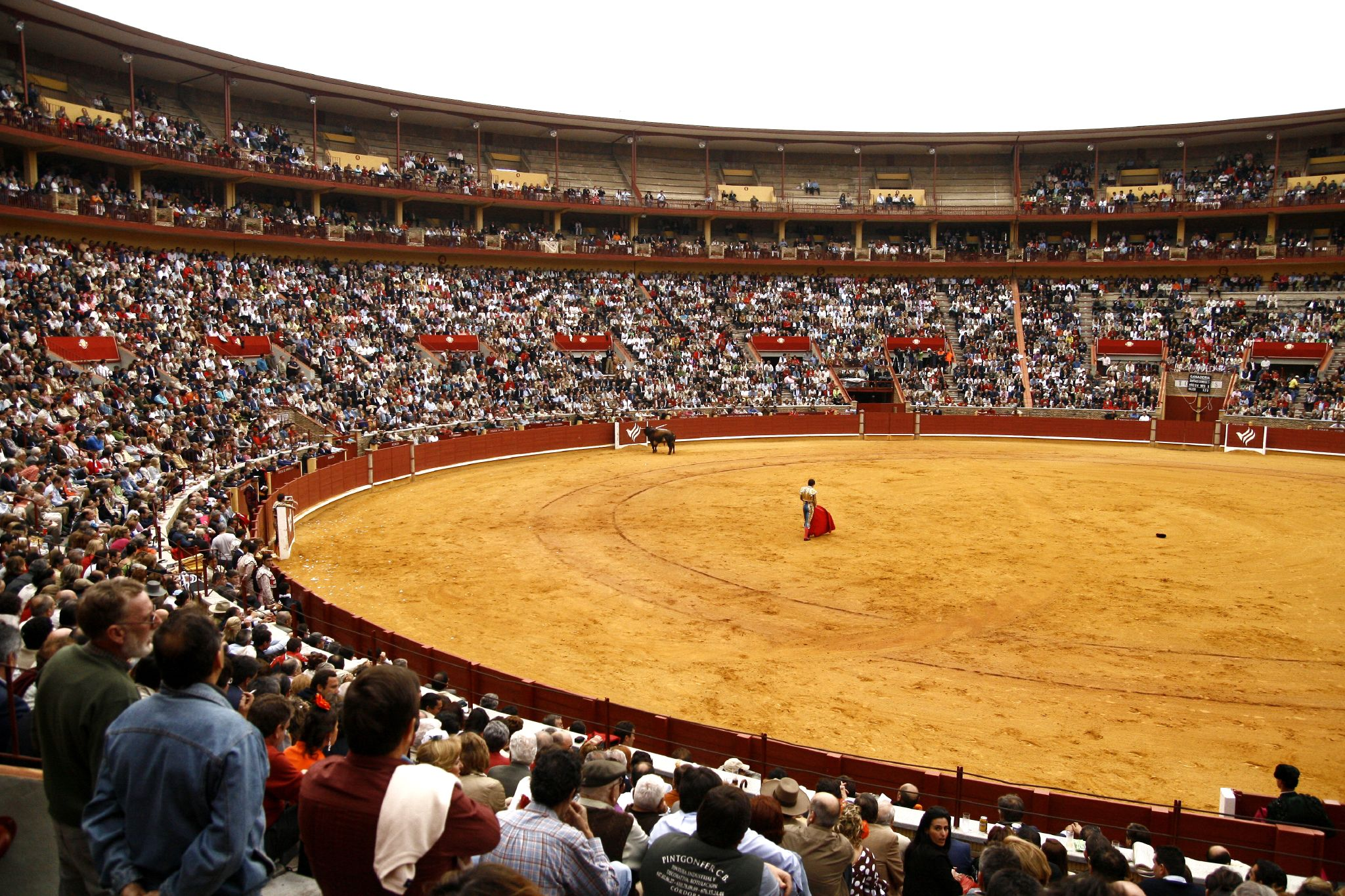
Plaza de toros de Los Califas

## Historia
Este título fue "creado" por el escritor Mariano de Cavia (bajo el curioso seudónimo de «Sobaquillo») quien nombró al primero de ellos al llamar Califa del Toreo a Rafael Molina "Lagartijo".
El nombramiento de los tres siguientes califas (Rafael Guerra "Guerrita", Rafael González Madrid "Machaquito" y Manuel Rodríguez "Manolete") fue surgiendo -a título póstumo- mediante el consenso generalizado de las asociaciones y aficionados cordobeses. Al tratarse de un título popular no existían reglas concretas para su concesión, si bien se fueron recopilando las siguientes normasː
- Haber nacido en Córdoba;
- Ostentar seis temporadas consecutivas;
- Conmocionar al mundo taurino;
- Recibir reconocimiento y respeto por parte del público;
- Pasear por las plazas de toros su origen cordobés.

El 29 de octubre de 2002, en un acto simbólico en el Alcázar de los Reyes Cristianos, el torero Manuel Benítez "El Cordobés" fue nombrado quinto Califa del Toreo por el Ayuntamiento de Córdoba como respuesta a la petición de numerosas asociaciones y colectivos de la provincia (entre ellos el ayuntamiento de Palma del Río).

## I Califa. Rafael Molina "Lagartijo" (1864-1893)

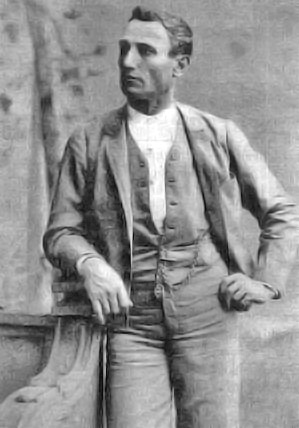
Rafael Molina "Lagartijo"

Se considera como primer califa a Rafael Molina Sánchez, conocido como Lagartijo, nacido en Córdoba el 27 de noviembre de 1841. Falleció de cáncer en Córdoba el 1 de agosto de 1900 a los 59 años.
Discípulo de los sevillanos hermanos Carmona, mató su primera corrida en 1864 y tomó la alternativa el 29 de septiembre de 1865 en el coso jienense de Úbeda, teniendo como padrino a su maestro Antonio Carmona, el Gordito. Se retiró en Madrid el 1 de junio de 1893, después de tres décadas en lo más alto del escalafón, toreando un total de 1.632 corridas. Mantuvo rivalidad taurina con los más grandes toreros del último tercio del siglo XIX, como Bocanegra, El Tato, Frascuelo o Guerrita.
Lagartijo marcó una línea diferente al toreo de su tiempo, cuando la lidia era ruda y primigenia.  Hasta entonces la estocada era el fin principal y el adorno era algo accesorio. Con la  tauromaquia de Lagartijo se inició la búsqueda de la belleza y la estética, por ello sorprendió a sus coetáneos y por ello el prestigioso crítico taurino Mariano de Cavia lo apodó como "Califa" o "Gran Califa" en 1875.

## II Califa. Rafael Guerra "Guerrita" (1887-1899)

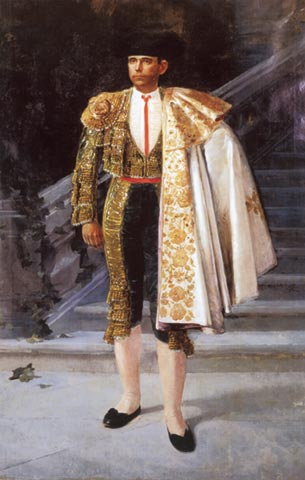
Rafael Guerra "Guerrita"

El segundo califa es Rafael Guerra Bejarano , conocido como Guerrita o el Guerra, nacido en Córdoba el 6 de marzo de 1862. Falleció de cáncer en Córdoba el 21 de febrero de 1941 a los 78 años.
Discípulo de Bocanegra, El Gallo y Lagartijo, tomó la alternativa en la Plaza de Madrid apadrinado por su maestro Lagartijo, el 29 de septiembre de 1887. Durante los siguientes doce años, compartió hegemonía en el mundo del toreo con el propio Lagartijo y con Frascuelo, hasta que sin previo aviso, se retiró el 15 de octubre de 1899 en Zaragoza. Toreó un total de 892 corridas.
Dejando aparte su ficticia rivalidad con su maestro Lagartijo y tras la retirada de Frascuelo, compitió con Bombita, Machaquito y Antonio Fuentes , aunque realmente solo El Espartero era capaz de desenvolverse a un nivel similar al de Guerrita.
Además de continuar la senda iniciada por su predecesor estaba dotado de un conocimiento del oficio total, lo que hacía que su tauromaquia fuese plena, dominando todo lo que ocurría sobre el ruedo. Su prestigio se amplió fuera de las plazas, siendo considerado el monarca absoluto sin rival alguno del toreo de su tiempoː insuperable en banderillas, poderoso con la muleta y certero con la espada.

## III Califa. Rafael González "Machaquito" (1900-1913)

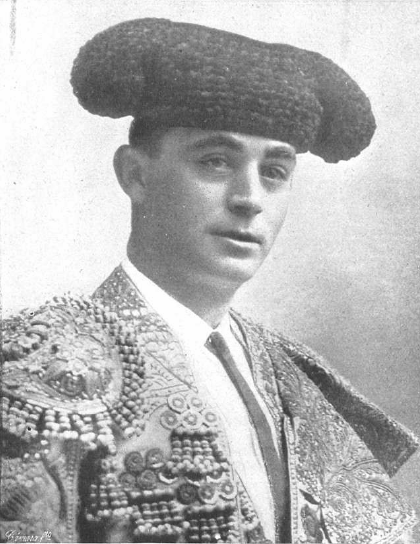
Rafael González "Machaquito"

El tercero de los califas es Rafael González Madrid, conocido como Machaquito, nacido en Córdoba el 2 de enero de 1880. Falleció de una afección estomacal en Córdoba el 1 de noviembre de 1955 a los 75 años.
Tomó la alternativa el 16 de septiembre de 1900 en la plaza de toros de Madrid, de manos del sevillano Emilio Torres, «Bombita», quien fue su principal competidor durante la primera década del siglo XX, hasta que la aparición de los toreros madrileños Vicente Pastor y Rafael Gómez El Gallo, hizo que su fama decayera, hasta que se cortó la coleta tras dar la alternativa a Juan Belmonte en la plaza de toros de Madrid, el 16 de octubre de 1913. Toreó un total de 754 corridas, encabezando el escalafón nacional en cuatro temporadas (1904, 1906, 1910 y 1911), frente a las cinco temporadas en las que lo hizo Bombita.
Último representante del toreo más primigenio, fue considerado como un torero centrado, valiente y gran estoqueador, pese a enfrentarse a los toros más grandes y rudos de la historia del toreo. La contundencia de su espada y la gesta acaecida en Hinojosa del Duque donde, tras el desplome del tendido, dio muerte certeramente al toro evitando una desgracia mayor, hicieron que se le reconociese con el apelativo de Califa.

## IV Califa. Manuel Rodríguez "Manolete" (1939-1947)

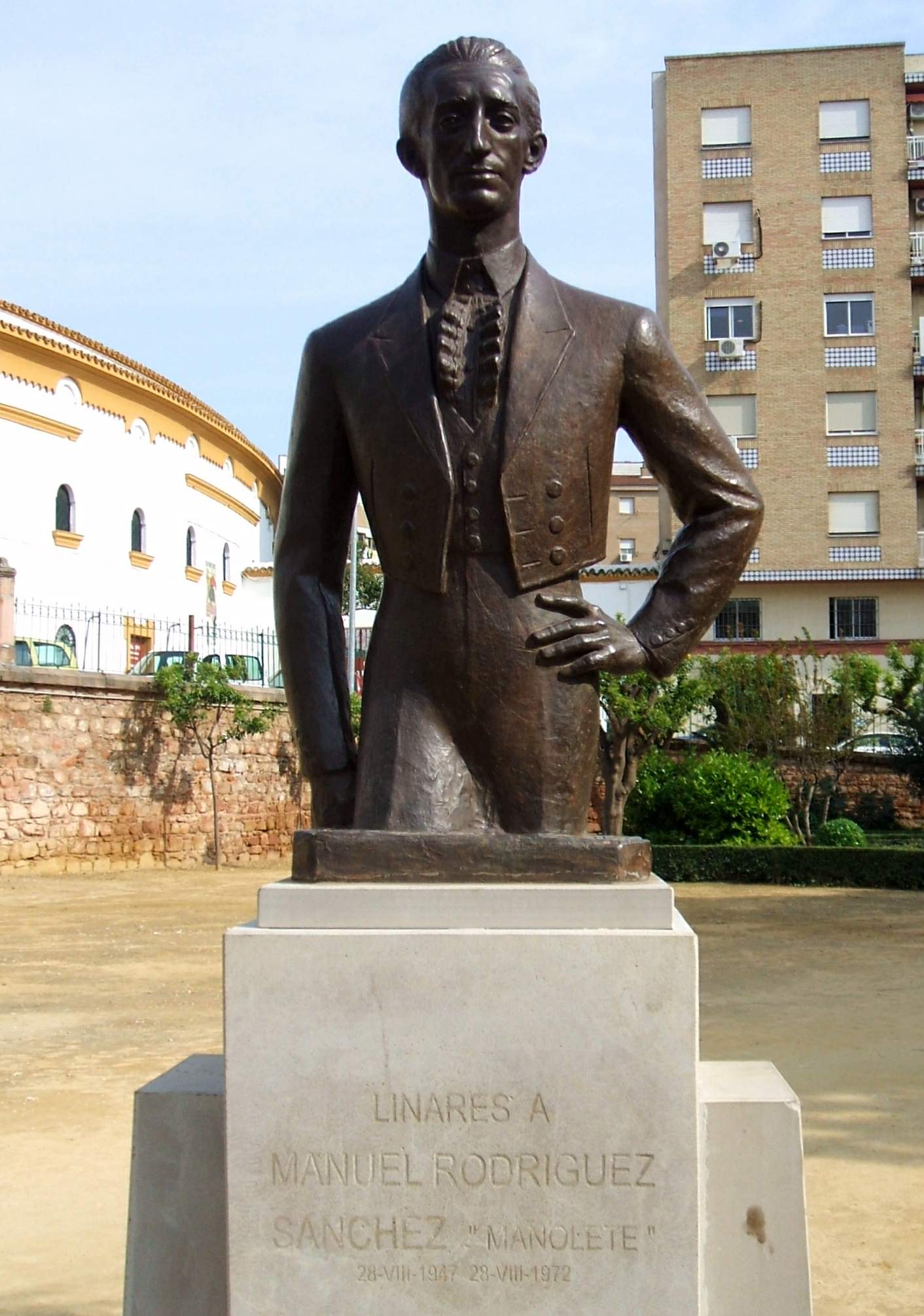
Manuel Rodríguez "Manolete"

El cuarto califa es el más mítico de los toreros españoles, Manuel Laureano Rodríguez Sánchez, conocido como Manolete, nacido en  Córdoba el 4 de julio de 1917. Falleció tras una cornada en la plaza de toros de Linares, Jaén el 29 de agosto de 1947 a los 30 años.
Tomó la alternativa el 2 de julio de 1939, en la Maestranza de Sevilla de manos del diestro sevillano Manuel Jiménez Moreno "Chicuelo". Durante los ocho años que estuvo en activo como matador hasta la fatídica corrida de 1947 que le costó la vida, toreó más de quinientas corridas y se convirtió en la principal figura del toreo español, encabezando el escalafón en 1943 y 1944; y tras su exitosa gira americana en 1946 se convirtió en el torero más famoso del mundo en su época. Después de su muerte se convirtió en uno de los grandes mitos de la España franquista, hasta el punto que se considera que es el torero del que más se ha escrito en toda la historia.
Su estilo es considerado por los expertos como elegante y vertical, hizo evolucionar el arte de la muleta toreando de frente y citando de perfil. Su toreo, continuador del estilismo de Lagartijo y la sapiencia de Guerrita, fue también la culminación de lo apuntado por Joselito y Belmonte en la Edad de Oro del toreo.

## V Califa. Manuel Benítez "El Cordobés" (1963-1971)

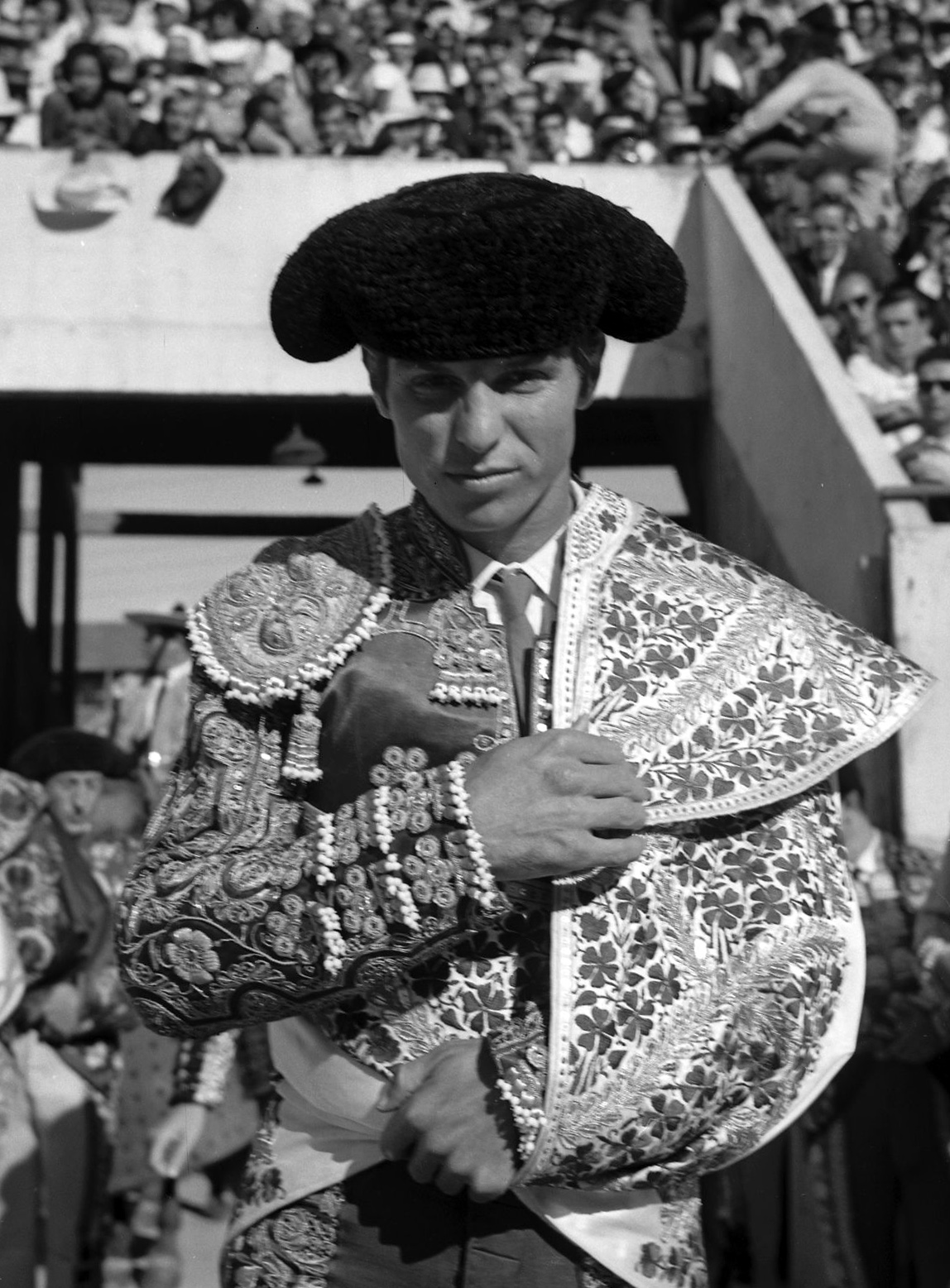
Manuel Benítez "El Cordobés"

Ya de forma institucional, el Ayuntamiento de Córdoba proclamó en 2002 como quinto califa del toreo a Manuel Benítez Pérez, conocido como El Cordobés, nacido en Palma del Río, Córdoba el 4 de mayo de 1936.
Tomó la alternativa el 25 de mayo de 1963 en Córdoba, siendo su padrino el diestro Antonio Bienvenida y tuvo una carrera relativamente corta de tan solo ocho temporadas, retirándose en 1971, lo cual no le impidió convertirse en uno de los más afamados representantes de la tauromaquia internacional y uno de los iconos sociales de los años sesenta, al convertirse en uno de los españoles más universales y populares en el mundo. Durante estos años toreó 774 corridas y alcanzó hasta en cuatro ocasiones el liderazgo del escalafón, en las temporadas 1965, 1967, 1970 y 1971. Más adelante reapareció en tres ocasiones aunque toreando muchas menos corridas, entre 1979 y 1981, entre 1995 y 1996, y finalmente en 2000.
Fue un torero polémico con una concepción diferente del toreo, basada en la inmovilidad ante la res y en el tremendismo, lo suyo era la quietud y el aguante, lo que producía gran emoción en los públicos populares. Se caracterizó por llevar a cabo un estilo poco ortodoxo, pero mostrando unas muñecas portentosas.

## VI Califa. Candidatura de Juan Serrano "Finito de Córdoba" (1990- ...)

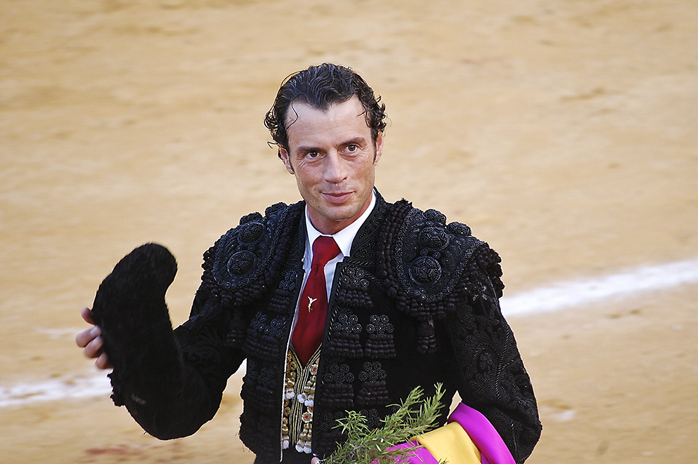
Juan Serrano "Finito de Córdoba"

A partir de 2010 desde distintos sectores de la afición taurina cordobesa se comenzó a solicitar el nombramiento de Finito de Córdoba como sexto califa, intensificandose los apoyos a esta iniciativa a lo largo de la década, aunque sin haber alcanzado un consenso suficiente hasta el momento.
Juan Serrano Pineda, conocido por Finito de Córdoba, de padres cordobeses nació en Sabadell, Provincia de Barcelona el 6 de octubre de 1971, aunque pasó la mayor parte de su infancia en la localidad cordobesa de El Arrecife.

## Toreros célebres que no han alcanzado el califato
- José Rodríguez "Pepete" (1850-1862).
- Manuel Fuentes "Bocanegra" (1862-1889).
- Lagartijo Chico (1900-1908).
- Antonio José Galán (1971-1992).
- Rafael Jiménez González (1968-).